# Stephanie Vaquer
Ana Stephanie Vaquer González (San Fernando, 29 de março de 1993) é uma lutadora profissional chilena. Ela trabalha atualmente para a WWE, na marca Raw. Ela é ex-campeã feminina do NXT e ex-campeã norte-americana feminina do NXT, tendo conquistado ambos os títulos uma vez e sendo a primeira e única mulher a deter ambos simultaneamente e a defendê-los com sucesso na mesma noite.
Vaquer é mais conhecida por seu tempo na promoção mexicana de wrestling Consejo Mundial de Lucha Libre (CMLL), onde foi campeã mundial feminina da CMLL e campeã de duplas femininas da CMLL com Zeuxis. Ela foi a primeira luchadora na história da CMLL a segurar ambos os títulos simultaneamente, mantendo-os até sua saída da CMLL em julho de 2024. Vaquer também lutou na promoção americana All Elite Wrestling e na promoção britânica Revolution Pro Wrestling, devido às parcerias dessas organizações com a CMLL. Ela é ainda reconhecida por suas passagens em grandes promoções japonesas, como World Wonder Ring Stardom, Ice Ribbon, Tokyo Joshi Pro-Wrestling e New Japan Pro-Wrestling, onde foi campeã feminina strong.

## Início de vida
Ana Stephanie Vaquer González nasceu em 29 de março de 1993 em San Fernando, na Província de Colchagua, Chile, filha de Héctor Vaquer Alvera e Gladys González Soto. Ela frequentou a Escuela Villa Centinela até o quarto ano, em 2004, antes de se mudar para San Antonio, na Região de Valparaíso. Lá, concluiu sua educação primária em 2006 na Escuela Movilizadores Portuarios. Em 2010, formou-se no Instituto Comercial Marítimo Pacífico Sur.

## Carreira na luta livre profissional

### Início de carreira (2009–2018)
Vaquer começou a treinar no Chile para uma carreira no wrestling profissional sob a orientação de Paul Slandering. Ela fez sua estreia em fevereiro de 2009, mas as primeiras lutas documentadas que a apresentam ocorreram em agosto de 2010, em pequenos eventos no Chile, onde usava o nome de ringue Dark Angel. Em 22 de dezembro de 2013, ela fez sua estreia no México em uma luta contra Heroína na Arena Coliseo Coacalco. No México, ela mais tarde treinou com Ricky Marvin, Último Guerrero, Gran Apache e Villano IV.

### Promoções internacionais (2018)
Em 2018, Vaquer fez sua estreia no Japão pela promoção feminina World Wonder Ring Stardom, lutando em 5 combates ao longo de 3 semanas, de julho a agosto, incluindo uma luta pelo título. No mesmo ano, ela participou de um teste para a promoção americana WWE, que estava sendo realizado em seu país natal, o Chile.

### Consejo Mundial de Lucha Libre (2019–2024)

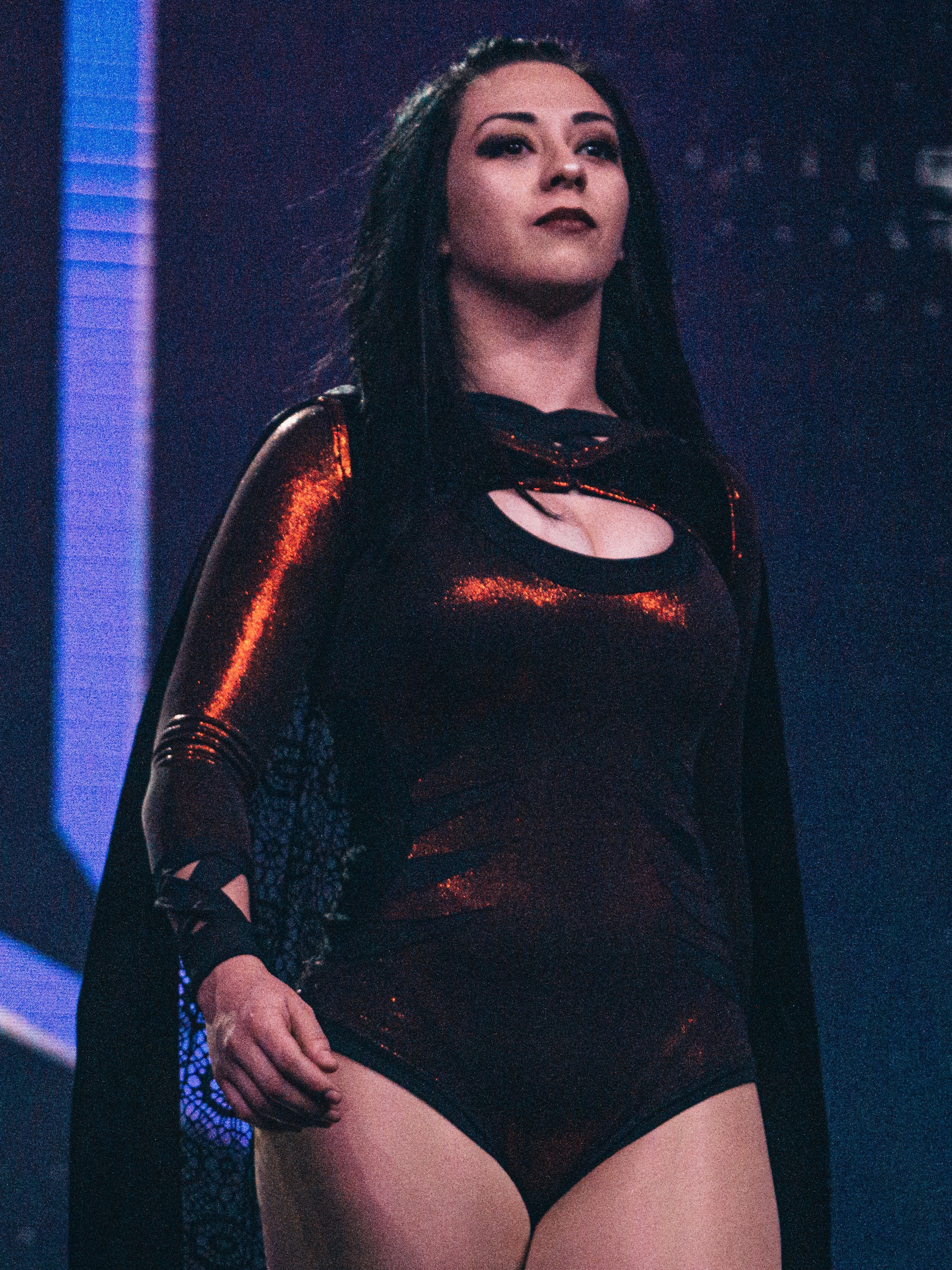
Vaquer em 2019.

Vaquer começou a lutar no Consejo Mundial de Lucha Libre (CMLL) no México em agosto de 2019, tornando-se a primeira lutadora sul-americana da CMLL. Inicialmente, ela foi uma convidada sazonal da CMLL, alternando seu tempo entre lutas no México e em eventos no Chile e no Japão. Mais tarde, ela se juntou à promoção em tempo integral.
Em 10 de fevereiro de 2023, Vaquer e Zeuxis derrotaram Marcela e Princesa Sugehit. Em 21 de março, elas venceram Las Chicas Indomables (La Jarochita e Lluvia) para conquistarem o Occidente Women's Tag Team Championship. Essa vitória marcou o primeiro título de Vaquer na CMLL. Em 16 de setembro, no CMLL 90th Anniversary Show, Vaquer e Zeuxis derrotaram novamente Las Chicas Indomables, desta vez para se tornarem as primeiras campeãs de duplas femininas da CMLL. Em 29 de setembro, no Noche de Campeones, Vaquer derrotou La Catalina para conquistar o vago Campeonato Mundial Feminino da CMLL. Em 14 de novembro, Vaquer fez sua primeira defesa bem sucedida do Campeonato Mundial Feminino, derrotando Lluvia. Em 10 de julho de 2024, foi revelado que Vaquer estava deixando a CMLL, resultando na vacância tanto do Campeonato Mundial Feminino da CMLL quanto dos Campeonatos de Duplas Femininas da CMLL.

### New Japan Pro-Wrestling / World Wonder Ring Stardom (2023–2024)
Em 27 de abril de 2023, a New Japan Pro-Wrestling (NJPW) anunciou que Vaquer representaria a CMLL em um torneio de eliminação com quatro mulheres no dia 21 de maio, durante o evento Resurgence, para coroar a primeira campeã do Campeonato Feminino Strong. No Resurgence, Vaquer perdeu para Mercedes Moné nas semifinais do torneio. Em 10 de novembro, no Lonestar Shootout, Vaquer desafiou Mayu Iwatani pelo Campeonato Feminino IWGP, mas não obteve sucesso.
Em 10 de março de 2024, Vaquer lutou na segunda noite do Torneio Cinderella de 2024, promovido pela World Wonder Ring Stardom, que é uma promoção irmã da NJPW, e derrotou Giulia para conquistar o Campeonato Feminino Strong, tornando-se assim uma campeã tripla entre CMLL e NJPW. Em 12 de abril, no Windy City Riot, Vaquer defendeu com sucesso seu Campeonato Feminino Strong contra AZM. Em 11 de maio, no Resurgence, ela também defendeu com sucesso o título contra Alex Windsor. No dia 30 de junho, no Forbidden Door, Vaquer perdeu o Campeonato Feminino Strong para Mercedes Moné por submissão, encerrando seu reinado de 112 dias.

### Revolution Pro Wrestling (2024)
Em 17 de maio de 2024, Vaquer fez sua estreia na Revolution Pro Wrestling (RevPro) no Fantastica Mania: UK show 1, derrotando Kanji. No segundo Fantastica Mania: UK show, Vaquer defendeu com sucesso seu Strong Women's Championship contra Rhio. Ela estava agendada para lutar contra Dani Luna pelo Undisputed British Women's Championship durante um evento da RevPro em agosto, mas a luta foi cancelada após Vaquer assinar com a WWE.

### All Elite Wrestling (2024)
No episódio do Dynamite de 29 de maio de 2024, Vaquer fez sua estreia na All Elite Wrestling (AEW), confrontando a campeã TBS, Mercedes Moné. Vaquer fez sua estreia nos ringues da AEW no show do Collision em 29 de junho, derrotando Lady Frost. No dia 30 de junho, no Forbidden Door, Vaquer não conseguiu conquistar o Campeonato TBS de Moné em uma luta "a vencedora leva tudo" e também perdeu seu Campeonato Feminino Strong no processo.

### WWE (2024–presente)

#### NXT (2024–2025)
Em 10 de julho de 2024, Shawn Michaels, Vice-presidente Sênior de Desenvolvimento de Talentos Criativos e principal responsável pela marca de desenvolvimento da WWE, NXT, anunciou que Vaquer havia assinado oficialmente com a empresa e foi designada para o marca NXT, tornando-se a segunda chilena a assinar com a WWE. Ela fez sua estreia nos ringues da WWE em um evento ao vivo na Cidade do México em 13 de julho, onde derrotou Isla Dawn. Ela fez sua estreia na tela via satélite no episódio do NXT de 24 de setembro, durante a coletiva de imprensa no ringue entre a campeã feminina do NXT, Roxanne Perez, e Giulia, onde anunciou sua intenção de lutar pelo Campeonato Feminino do NXT. Vaquer fez sua estreia televisiva no ringue no episódio de 15 de outubro do NXT, derrotando Wren Sinclair. Após a luta, Vaquer foi atacada por Perez e Cora Jade até que Giulia veio para salvá-la, levando a uma luta de duplas no Halloween Havoc, em 27 de outubro, que elas venceram após Vaquer fazer o pin em Perez. No episódio de 19 de novembro do NXT, Vaquer derrotou Jaida Parker para se qualificar para o Iron Survivor Challenge feminino no NXT Deadline, em 7 de dezembro, que foi vencido por Giulia.

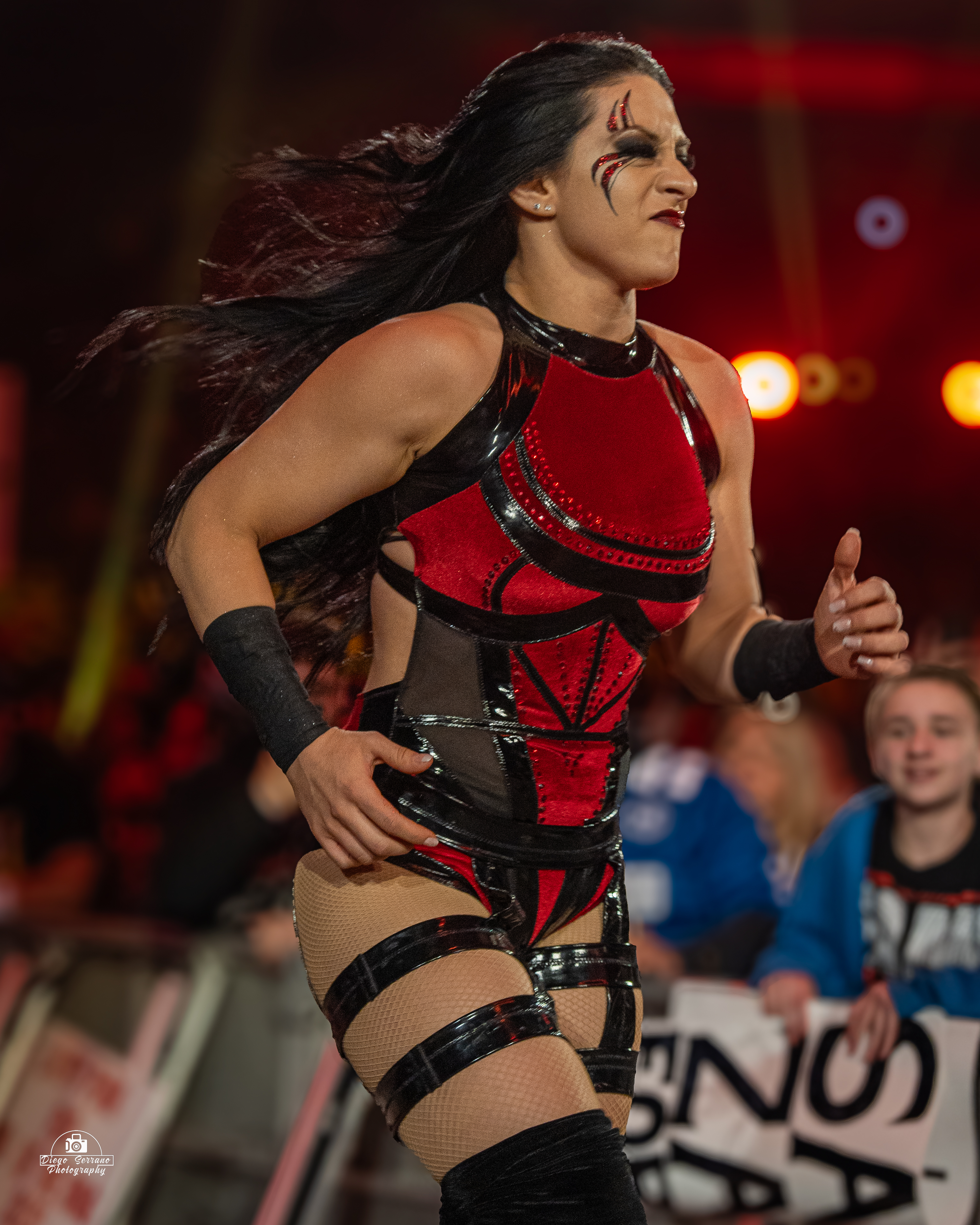
Vaquer fazendo sua entrada no Royal Rumble em fevereiro de 2025.

No NXT: New Year's Evil em 7 de janeiro de 2025, Vaquer venceu uma luta fatal four-way para se tornar a desafiante número 1 pelo Campeonato Norte-Americano Feminino do NXT. Em 1º de fevereiro de 2025, no Royal Rumble, Vaquer entrou em sua primeira luta Royal Rumble feminina no número 24, mas foi eliminada por Nia Jax. No NXT Vengeance Day em 15 de fevereiro, Vaquer derrotou Fallon Henley para conquistar o Campeonato Norte-Americano Feminino do NXT, marcando sua primeira conquista de título na WWE e se tornando a primeira mulher chilena e sul-americana a vencer um campeonato na empresa. Vaquer fez sua primeira defesa bem-sucedida de título no episódio de 25 de fevereiro do NXT contra Karmen Petrovic. Após a luta, ela foi confrontada pela campeã feminina do NXT, Giulia, que afirmou ser a maior campeã do NXT. Em resposta, Vaquer sugeriu que isso fosse decidido em uma luta Winner Takes All, proposta que foi oficialmente confirmada para o NXT: Roadblock.
No evento de 11 de março, Vaquer derrotou Giulia para conquistar o Campeonato Feminino do NXT, tornando-se a primeira mulher campeã dupla na história do NXT. No episódio de 25 de março do NXT, Vaquer derrotou Jaida Parker para reter o Campeonato Feminino do NXT em sua primeira defesa de título e Fallon Henley em uma revanche no evento principal para reter o Campeonato Norte-Americano Feminino do NXT, tornando-se a primeira campeã dupla na história da WWE a defender com sucesso ambos os títulos na mesma noite. No episódio de 1º de abril do NXT, Vaquer abriu mão do Campeonato Norte-Americano Feminino do NXT para se concentrar em defender o Campeonato Feminino do NXT, encerrando seu reinado de 45 dias. No Stand and Deliver, em 19 de abril, Vaquer derrotou Giulia, Parker e Jordynne Grace em uma luta fatal four-way para reter o Campeonato Feminino do NXT. No episódio de 22 de abril do NXT, Vaquer defendeu com sucesso o Campeonato Feminino do NXT contra Perez. No Battleground, em 25 de maio, Vaquer derrotou Jordynne Grace para reter o Campeonato Feminino do NXT. Duas noites depois, no NXT, Vaquer perdeu o título para Jacy Jayne após a interferência de Henley e Jazmyn Nyx, encerrando seu reinado em 77 dias em sua última luta pelo NXT.

#### Raw (2025–presente)
Vaquer fez sua estreia no plantel principal no Raw após a WrestleMania 41, enfrentando a campeã mundial feminina Iyo Sky. A luta terminou em no contest após a interferência de Giulia e Roxanne Perez. Em 30 de maio, o gerente geral do Raw, Adam Pearce, anunciou que Vaquer havia se juntado ao plantel do Raw. No episódio de 2 de junho do Raw, Vaquer derrotou Ivy Nile e Liv Morgan em uma luta triple threat para se qualificar para a luta de escadas do Money in the Bank.

## Vida pessoal
Ela descreveu a luchadora mexicana Reina Dorada como sua amiga mais próxima. Vaquer possui cidadania tanto chilena quanto mexicana.

## Títulos e prêmios
- Arena Azteca Budokan

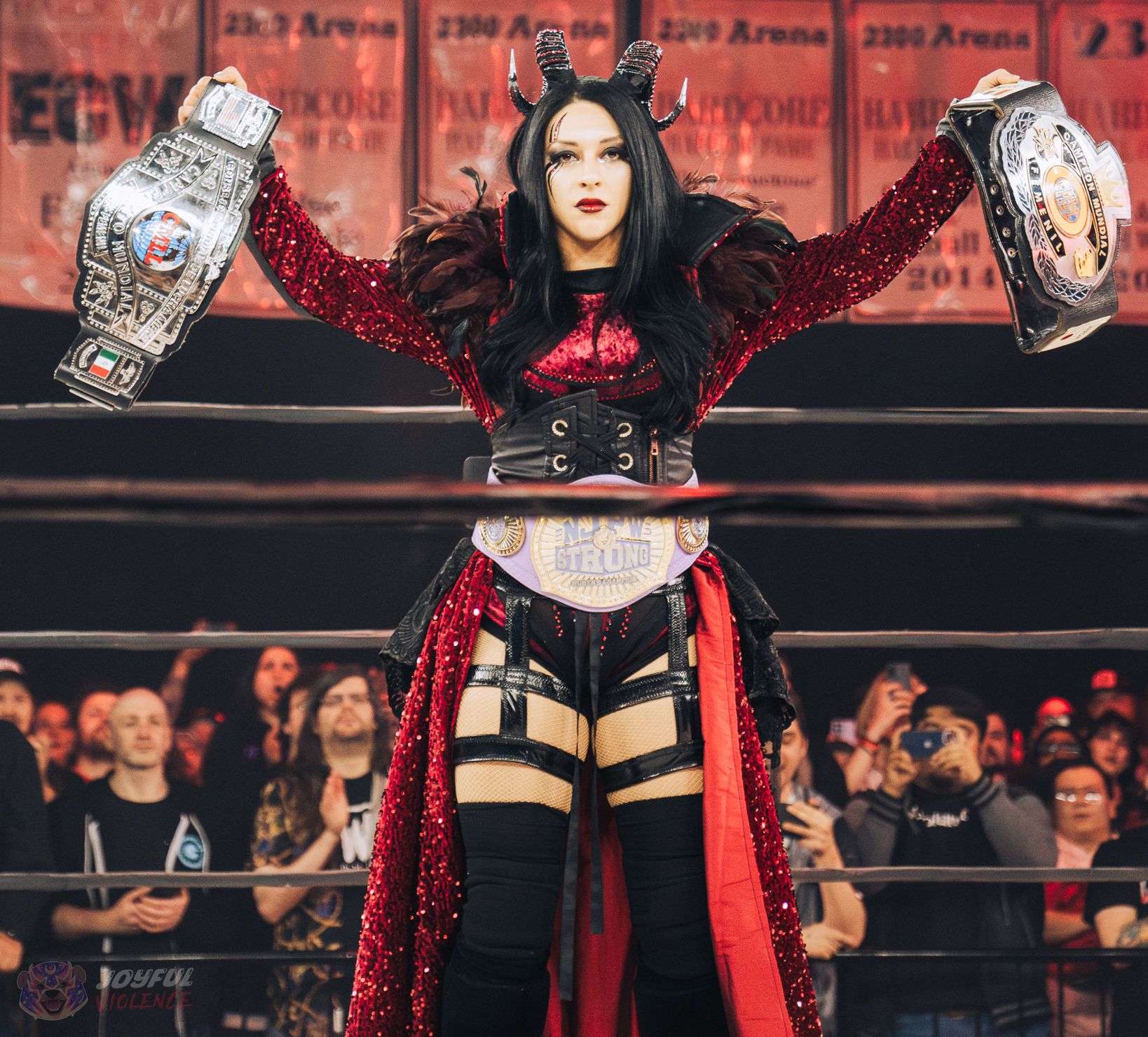
Vaquer é ex-campeã mundial feminina da CMLL (na mão esquerda), ex-campeã mundial feminina de duplas da CMLL (na mão direita) e ex-campeã feminina Strong da NJPW (ao redor da cintura).

  - Arena Azteca Budokan International Women's Championship (1 vez)
- Arena Cuautitlán Izcalli
  - Arena Cuautitlan Izcalli Mixed Tag Team Championship (1 vez) – com Ricky Marvin
- Alianza Universal De Lucha Libre
  - AULL Women's Championship (1 vez)[52]
- Consejo Mundial de Lucha Libre
  - CMLL World Women's Championship (1 vez)[15]
  - CMLL World Women's Tag Team Championship (1 vez, inaugural) – com Zeuxis[14]
  - Occidente Women's Tag Team Championship (1 vez, inaugural) – com Zeuxis[12]
  - Occidente Women's Tag Team Championship Tournament (2023) – com Zeuxis[12]
  - Grand Prix de Amazonas (2023)[53]
- Guerreros de la Lucha Libre
  - GDLL Women's Championship (1 vez)[54]
- IWC Legacy
  - IWC Women's Championship (1 vez)[55]
- New Japan Pro-Wrestling
  - Strong Women's Championship (1 vez)[21]
- Premios Rasslin
  - Lutadora Chilena em Territórios Estrangeiros do Ano (2023, 2024)[56][57]
- Pro Wrestling Illustrated
  - PWI a colocou na #5ª posição das 250 melhores lutadoras individuais no PWI Women's 250 em 2024[58]
  - PWI colocou Vaquer e Zeuxis na #84ª posição das 100 melhores duplas no PWI Tag Team 100 em 2023[59]
- WWE
  - Campeonato Feminino do NXT (1 vez)[60]
  - Campeonato Norte-Americano Feminino do NXT (1 vez)[61]
  - Slammy Award (1 vez)
    - Superstar Revelação do Ano (2025)